# Lijst van Alopoglossidae
Onderstaand een lijst van alle soorten hagedissen die behoren tot de Alopoglossidae. Er zijn 23 soorten in twee geslachten. De lijst is gebaseerd op de Reptile Database.
- Soort Alopoglossus angulatus
- Soort Alopoglossus atriventris
- Soort Alopoglossus buckleyi
- Soort Alopoglossus copii
- Soort Alopoglossus embera
- Soort Alopoglossus festae
- Soort Alopoglossus lehmanni
- Soort Alopoglossus viridiceps
- Soort Ptychoglossus bicolor
- Soort Ptychoglossus bilineatus
- Soort Ptychoglossus brevifrontalis
- Soort Ptychoglossus danieli
- Soort Ptychoglossus eurylepis
- Soort Ptychoglossus festae
- Soort Ptychoglossus gorgonae
- Soort Ptychoglossus grandisquamatus
- Soort Ptychoglossus kugleri
- Soort Ptychoglossus myersi
- Soort Ptychoglossus nicefori
- Soort Ptychoglossus plicatus
- Soort Ptychoglossus romaleos
- Soort Ptychoglossus stenolepis
- Soort Ptychoglossus vallensis